# 苏昌兰
苏昌兰（1971年7月18日—），女，生于广西壮族自治区岑溪市，居住在佛山南海，维权人士，社会活动家。

## 生平
2014年10月27日，苏昌兰被公安从家中抓走。2014年12月3日被逮捕，羁押在广州市南海区看守所。2017年3月31日，支持占中运动的维权人士苏昌兰、陈启棠被广东佛山市中级人民法院以"煽动颠覆国家政权"的罪名分别判处有期徒刑3年和4年半。